# اریک اسکاونیوس
اریک اسکاونیوس (انگلیسی: Erik Scavenius؛ ۱۳ ژوئیهٔ ۱۸۷۷ – ۲۹ نوامبر ۱۹۶۲) یک دیپلمات و سیاست‌مدار اهل دانمارک بود.